# Куспак, Николай Владиславович
Николай Владиславович Куспа́к (1919—1998) — советский и российский архитектор. Лауреат Государственной премии Карельской АССР (1981), Заслуженный архитектор РСФСР (1980).

## Биография
Родился в семье Владислава Яновича Куспака, поляка по национальности, сосланного на вечное поселение в Сибирь царским правительством за участие в революционном движении.
После окончания средней и, параллельно, детской художественной школы в Красноярске в 1937 году, поступил в Москве на курсы по подготовке в институт и в 1938 году поступил в Инженерно-строительный институт им. Куйбышева. В 1940 году перевёлся в Московский архитектурный институт.
В 1941 году был призван в армию, участник Великой Отечественной войны. Во время войны — старший сержант, чертёжник оперативного отдела штаба 1-й воздушной армии. Оформлял боевые документы, в том числе материалы, обобщающие боевой опыт армии. Не считаясь с отдыхом и здоровьем работал по изготовлению документов, нужных для управления авиацией, в результате большого напряжения временно лишился зрения.
После войны, в 1945—1949 годах — студент Московского архитектурного института. В 1950 году принят в Союз архитекторов СССР.
В 1951—1953 годах — работал в Брянске архитектором, главным архитектором «Брянскоблпроекта». За короткое время спроектировал 12 объектов, девять из которых были построены, в том числе Дом профсоюзов, Дом промышленности.
С 1954 года, после окончания с отличием факультета усовершенствования Московского архитектурного института, направлен в Петрозаводск, в проектный институт «Карелгражданпроект».
Является автором генеральных планов городов и посёлков городского типа Карелии: Сегежи (1965), Кондопоги, Медвежьегорска (1968), Сортавалы (1973), Пряжи (1973) и Салми (1978), проекта планировки микрорайона Ключевая в Петрозаводске.
Преподавал курс «Архитектура гражданских и промышленных зданий» в Петрозаводском государственном университете и Петрозаводском строительном техникуме.
Умер в больнице Петрозаводска, куда поступил с диагнозом «нестабильная стенокардия». Похоронен на Сулажгорском мемориальном кладбище Петрозаводска.

## Сочинения
- Церковные сооружения Олонца // Древний Олонец. — Петрозаводск, 1994
- монография «Храмы Петрозаводска: их гибель и возрождение»

## Некоторые здания, построенные по проектам Николая Куспака
- Административное здание (Брянск)
- Дом профсоюзов (Брянск)
- Областная прокуратура (Брянск)
- Петропавловская часовня (Петрозаводске)